# Parachilia bufo
Parachilia bufo är en skalbaggsart som beskrevs av Hippolyte Louis Gory och Achille Rémy Percheron 1835. Parachilia bufo ingår i släktet Parachilia och familjen Cetoniidae. Utöver nominatformen finns också underarten P. b. andohahelensis.